# 사만다 뭄바

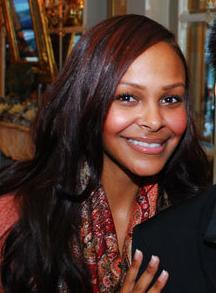

사만다 뭄바(Samantha Mumba, 1983년 1월 18일 ~ )는 아일랜드의 배우, 싱어송라이터, 모델, 가수이다.
더블린에서 태어났다.

## 영화
- 무서운 집 (2016년) - 사만사 역
- 크로스:신의후예 (2011년)
- 3 크로세스 (2009년)
- 네일드 (2006년)
- 보이 이트 걸 (2005년) - 제시카 역
- 타임 머신 (2002년) - 마라 역